# Fernando Jiménez del Oso

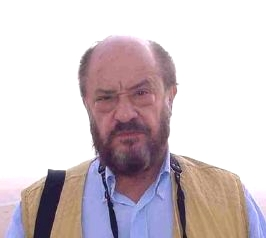
Fernando Jiménez del Oso

Fernando Jiménez del Oso (* 21. Juli 1941 in Madrid; † 27. März 2005 ebenda) war spanischer Autor, sowie Fernseh- und Radiojournalist mit parawissenschaftlichen Themen.
Er studierte Medizin und war als Journalist tätig. Eines seiner berühmten Lesungen war z. B. En busca del misterio - La isla de los Moais. Mit seinen Abhandlungen über das Unerforschte gab er auch regelmäßige Radiobeiträge. Literatur gibt es fast ausschließlich in spanischer Sprache. Bücher von ihm erschienen wie El sexto sentido, los ojos de la mente ein Lehrbuch, erschienen am 1. Januar 1980, El Dios Jaguar erschienen im Jahr 1991 oder Música para aprender: Cómo aumentar el rendimiento intelectual. Er starb am 27. März 2005 in Folge einer schweren Krebserkrankung.